# 康拉德毛鼻鯰
康拉德毛鼻鯰，為輻鰭魚綱鯰形目毛鼻鯰科的其中一種。分布於南美洲蓋亞那及委內瑞拉淡水流域，體長可達8公分。

## 扩展阅读
維基物種上的相關：康拉德毛鼻鯰